# Čidaoba

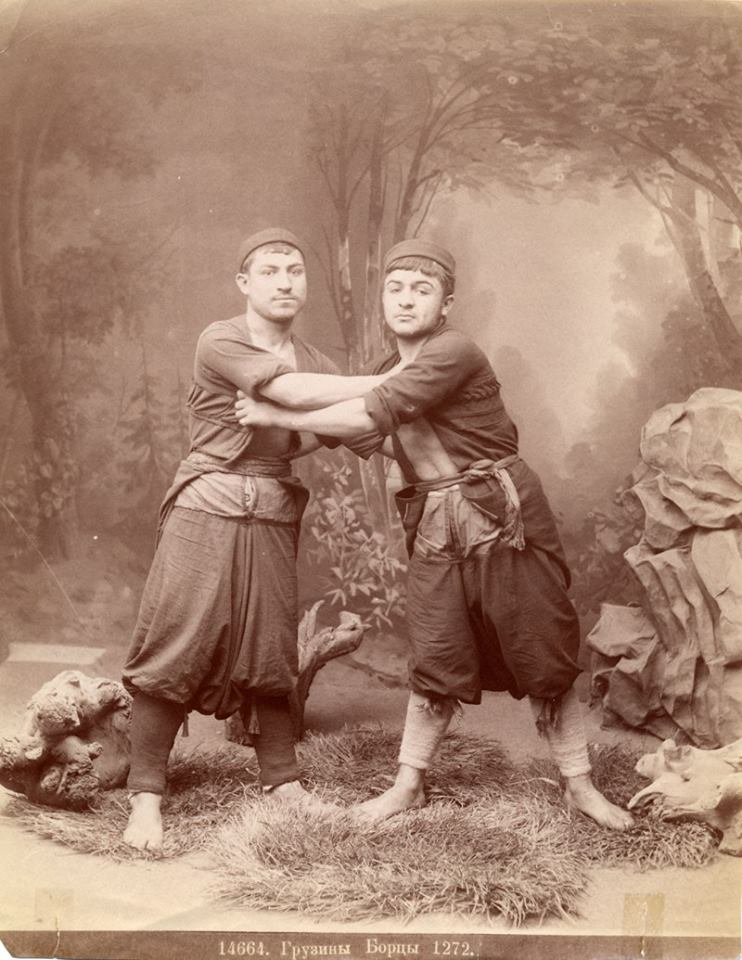
Zápasníci čidaoby

Čidaoba (gruzínsky ჭიდაობა) je tradiční druh zápasu pocházející z Gruzie. Zmiňuje se o něm ve svém díle již Šota Rustaveli, od devatenáctého století se v některých částech Gruzie začal provozovat profesionálně, především v rámci různých slavností. Zápasníci nastupují ve speciálním oblečení „čocha“ a při utkání je doprovází živá hudba. Boj trvá pět minut, během nichž je nutno dostat protivníka na zem, přičemž jsou dovoleny chvaty pouze na horní polovinu těla.
Prvky čidaoby převzalo nové bojové umění sambo. Mnozí gruzínští šampióni v úpolových sportech, jako např. Arsen Mekokišvili, začínali svoji kariéru v zápase čidaoba.
V roce 2018 byla čidaoba zapsána mezi mistrovská díla ústního a nehmotného dědictví lidstva.